# René Guichard (directeur de la photographie)
Pour les articles homonymes, voir René Guichard et Guichard.
René Guichard  est un directeur de la photographie français.

## Filmographie partielle
- 1918 : Les Travailleurs de la mer d'André Antoine et Léonard Antoine
- 1919 : Le Fils de monsieur Ledoux d'Henry Krauss
- 1921 : Mademoiselle de La Seiglière d'André Antoine
- 1921 : Les Trois Masques d'Henry Krauss
- 1921 : La Terre d'André Antoine
- 1923 : Ma tante d'Honfleur de Robert Saidreau
- 1923 : La Mare au diable de Pierre Caron
- 1924 : Le Tour de la France par deux enfants de Louis de Carbonnat
- 1924 : Le Miracle des loups de Raymond Bernard
- 1924 : Enfants de Paris d'Albert-Francis Bertoni
- 1925 : Le Calvaire de Dona Pia d'Henry Krauss
- 1926 : Feu Mathias Pascal de Marcel L'Herbier
- 1926 : Knock ou le Triomphe de la médecine de René Hervil
- 1925 : La Flamme de René Hervil
- 1926 : Le Bouif errant de René Hervil
- 1926 : Graziella de Marcel Vandal
- 1926 : L'Agonie de Jérusalem de Julien Duvivier
- 1927 : Le Mariage de mademoiselle Beulemans de Julien Duvivier
- 1927 : Le Sous-marin de cristal de Marcel Vandal
- 1927 : Le Mystère de la tour Eiffel de Julien Duvivier
- 1928 : Le Tourbillon de Paris de Julien Duvivier
- 1928 : L'Eau du Nil de Marcel Vandal
- 1929 : Maman Colibri de Julien Duvivier
- 1929 : La Meilleure Maîtresse de René Hervil
- 1930 : La Vie miraculeuse de Thérèse Martin de Julien Duvivier
- 1930 : Au Bonheur des Dames de Julien Duvivier
- 1930 : Le Tampon du capiston de Joe Francis et Jean Toulout
- 1930 : Trois cœurs qui s'enflamment de Charles de Rochefort (court métrage)
- 1931 : Le Lit conjugal de Roger Lion (court métrage)
- 1931 : Boule de gomme de Georges Lacombe
- 1931 : Allô... Allô... de Roger Lion
- 1931 : Das Lied der Nationen de Rudolf Meinert
- 1931 : La Chanson des nations de Maurice Gleize et Rudolf Meinert
- 1931 : Tout s'arrange d'Henri Diamant-Berger
- 1931 : Le Train des suicidés d'Edmond T. Gréville
- 1931 : Y'en a pas deux comme Angélique de Roger Lion
- 1931 : L'Affaire Blaireau d'Henry Wulschleger
- 1931 : En bordée d'Henry Wulschleger et Joe Francis
- 1931 : Le Cœur de Paris de Jean Benoit-Levy et Marie Epstein
- 1932 : Prisonnier de mon cœur de Jean Tarride
- 1932 : Le Mariage de mademoiselle Beulemans de Jean Choux
- 1932 : L'Enfant de ma sœur d'Henry Wulschleger
- 1932 : Le Champion du régiment d'Henry Wulschleger
- 1933 : L'assassin est ici de Robert Péguy (court métrae)
- 1933 : Tire-au-flanc d'Henry Wulschleger
- 1933 : L'Héritier du Bal Tabarin de Jean Kemm
- 1933 : Bach millionnaire d'Henry Wulschleger
- 1934 : Le Train de 8 heures 47 d'Henry Wulschleger
- 1938 : Neuf de trèfle de Lucien Mayrargue